# Nicola di Sofia
Nicola di Sofia (in bulgaro Свети мъченик Николай Софийски?; Giannina, XVI secolo – Sofia, 17 maggio 1555) è uno dei nove martiri di Sofia, venerato come santo dalla Chiesa ortodossa. Si celebra il 17 maggio.

## Biografia
San Nicola di Sofia nacque a Giannina, nell'Epiro, nel corso del XVI secolo.Umile calzolaio, di distinse per la sua vita riservata, operosa e pia. Trasferitosi a Sofia, fu vitima delle pressioi degli Ottomani che tentarono di convertirlo all'Islam. Di fronte alla sua inflessibile fedeltà alla fede ortodossa, ricorsero all’inganno: durante un pranzo, gli somministrarono un sonnifero e, mentre dormiva, lo sottoposero alla circoncisione religiosa.
Al suo risveglio, Nicola fuggì sconvolto, nascondendosi per un anno. Invitato nuovamente alla moschea, rifiutò con fermezza. Fu allora arrestato, torturato e condotto davanti al giudice, che però lo trovò innocente. Nonostante ciò, una folla inferocita lo trascinò nella zona di Jučbunar, oggi quartiere Vǎzraždane di Sofia, dove fu lapidato a morte il 17 maggio 1555.
Il suo corpo venne bruciato nel cimitero di Tắrnica e le ceneri disperse, nel tentativo di cancellarne ogni traccia. Tuttavia, il sacerdote Matteo il Grammatico ordinò a un giovane di raccogliere i frammenti delle sue reliquie, che furono sepolte di nascosto dai cristiani di Sofia.

## Glorificazione

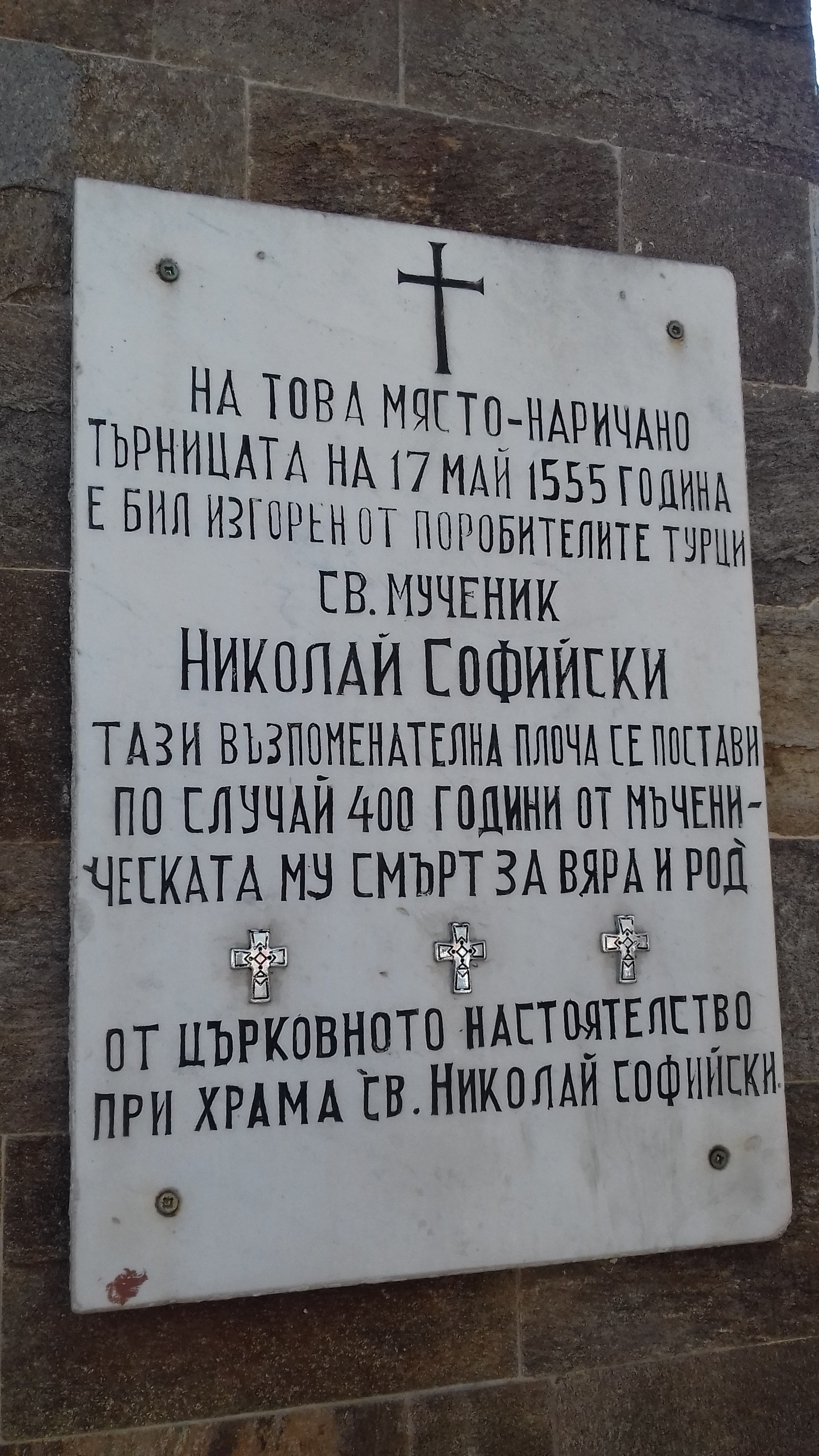
Targa commemorativa accanto alla cappella posta sul luogo del martirio di San Nicola di Sofia

Dopo il martirio, il metropolita Giacobbe di Sofia convocò un solenne concilio ecclesiastico per glorificare il nuovo santo, riconoscendone la fede incrollabile. Le sue sante reliquie - parti del cranio e delle ossa - furono raccolte e depote nella bara che custodiva il corpo del santo patrono di Sofia, il re Stefano Uroš II Milutin, presso la chiesa di San Arcangelo Michele.
Con il passare del tempo, alcune reliquie furono trasferite in una chiesa di legno. 

Il diacono Matteo il Grammatico, testimone oculare della passione e morte di Nicola, scrisse una biografia dettagliata del santo. Questo prezioso manoscritto è oggi conservato presso l'Istituto storico-archeologico nazionale della Chiesa, al Santo Sinodo di Sofia.

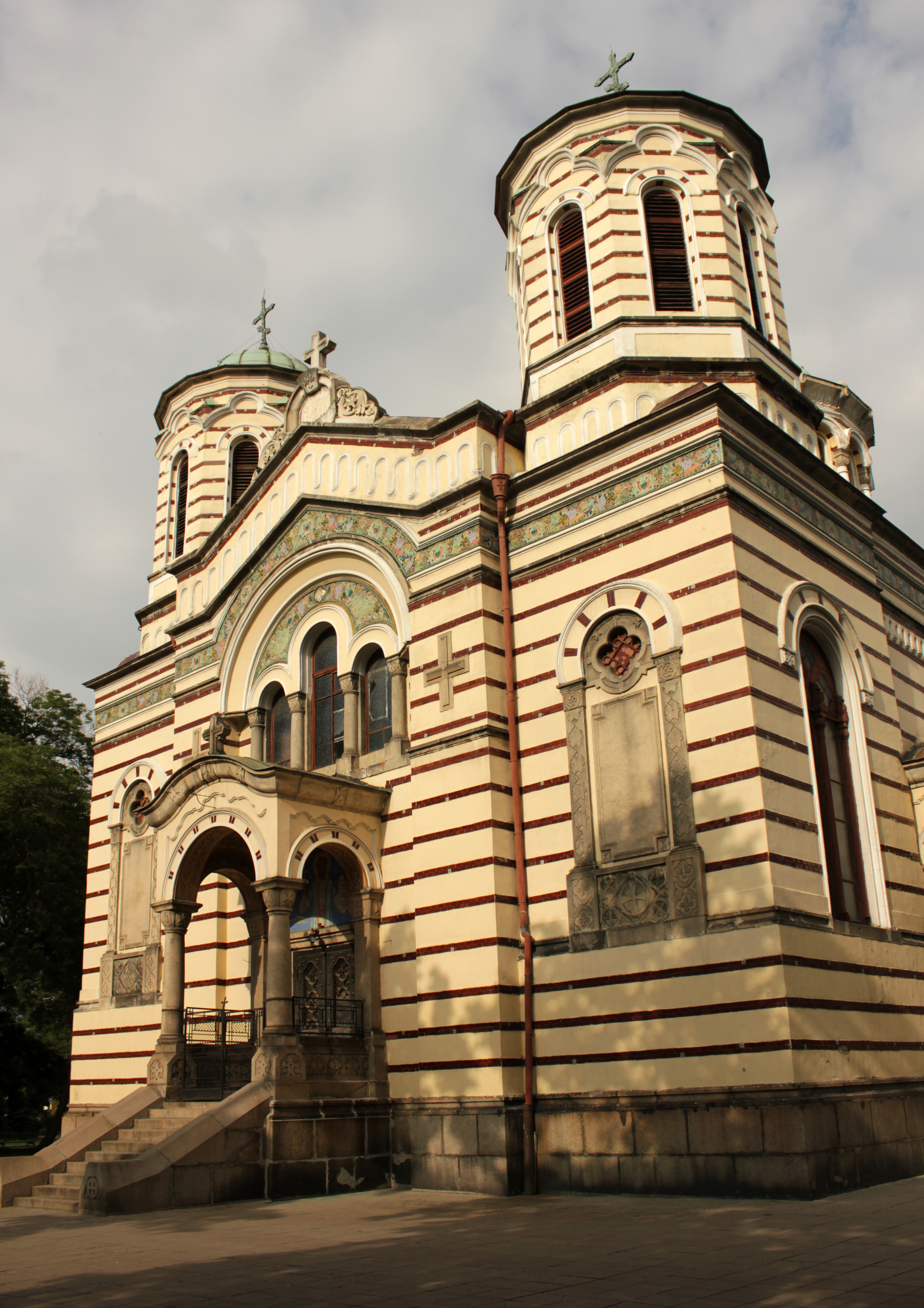
la Chiesa di San Nicola di Sofia a Sofia (Bulgaria)

## Luoghi di venerazione
Nel quartiere Vǎzraždane di Sofia, anticamente conosciuto come Jučbunar, in via Zar Simeon 125, si trova una cappella eretta sul luogo dove, secondo la tradizione, ebbe luogo la morte di Nicola di Sofia nel 1555. La struttura è legata alla memoria religiosa e storica del santo.
Nelle immediate vicinanze, nel giardino che ospita il monumento alla milizia di Edirne, è stata costruita la chiesa di San Nicola di Sofia, progettata dall’architetto Anton Tornjov. La chiesa è la seconda per dimensioni nella città, dopo la Cattedrale di Aleksandr Nevskij.

## Fonti
- Св. великомъченик Николай Нови Софийски
- „По съграждението нова църква в градската част „Юч-Бунар“ у столица София“, в. „Мир“, брой 257, София, 1896 г.